# Statue de Catherine II et des fondateurs d'Odessa
La statue de Catherine II et des fondateurs d'Odessa est un ancien monument historique protégé de la ville d'Odessa au sud de l'Ukraine. Il représentait l'impératrice Catherine II de Russie, fondatrice d'Odessa, et en dessous quatre de ses fondateurs : le vice-amiral de Ribas (1751-1800), l'architecte François de Wollant (1752-1813), Grigori Potemkine (1739-1791) et le prince Zoubov (1767-1822). Les personnages sont sculptés en bronze. Le monument se dressait place Catherine au centre-ville d'Odessa.
Le monument est érigé en 1900 selon les plans de l'architecte Youri Dmitrienko, de l'ingénieur Sikorski, et du sculpteur M. Popov (Boris Edwards étant l'auteur des sculptures). Il est démonté une première fois en 1920 à l'époque de la prise de pouvoir des Bolchéviques dans la région et les statues sont installées au musée régional. Il a été remis en place en 2007 par la municipalité, contre l'avis des nationalistes de l'Ouest de l'Ukraine et du président Iouchtchenko. La statue est déboulonnée une seconde fois le 19 décembre 2022, au neuvième mois de l'invasion de l'Ukraine par la Russie, et déplacée dans un musée.

## Histoire
C'est en 1794 que l'impératrice Catherine II de Russie signe le rescrit ordonnant la construction de la ville et du port d'Odessa.
En témoignage de ce fait historique fondateur, les Odessites font ériger ce monument en 1900 par souscription, sur la place Catherine, de forme triangulaire.
Il est ôté en 1920 et à sa place sur le piédestal une sculpture à la gloire de la mutinerie du cuirassé Potemkine de 1905 y est installée en 1965.
La municipalité décide en 1995 de remettre à sa place le monument de Catherine II (dont le personnage de bronze avait été endommagé), mais le président Koutchma s'y oppose.
La colonne de granite rouge de Jitomir est prête en 2006 et posée sur le piédestal gris, agrémenté de marches de granite de Novo-Konstantinovka. Le monument est inauguré en octobre 2007 ; la sculpture à la gloire des marins mutins du Potemkine est placée à l'entrée du port, place de la Douane, à l'endroit même où avaient eu lieu les manifestations de l'époque.
Au moment des troubles du printemps 2014, après l'incendie de la Maison des Syndicats du 2 mai 2014 (où une quarantaine de partisans de la fédéralisation de l'Ukraine trouvèrent la mort), des partisans du gouvernement central intérimaire de Kiev demandent à la municipalité de détruire le monument des fondateurs d'Odessa, ce qui suscite l'incompréhension des russophones de la région.
Le 29 décembre 2022, à la suite de l'invasion russe de l'Ukraine et à une pétition appelant à la démolition du monument qui a recueilli plus de 25 000 signatures, ainsi qu'à une demande du président Volodymyr Zelensky, la statue commence à être démantelée. Elle est être transférée au musée d'Art d'Odessa pour y être stockée.

## Illustrations

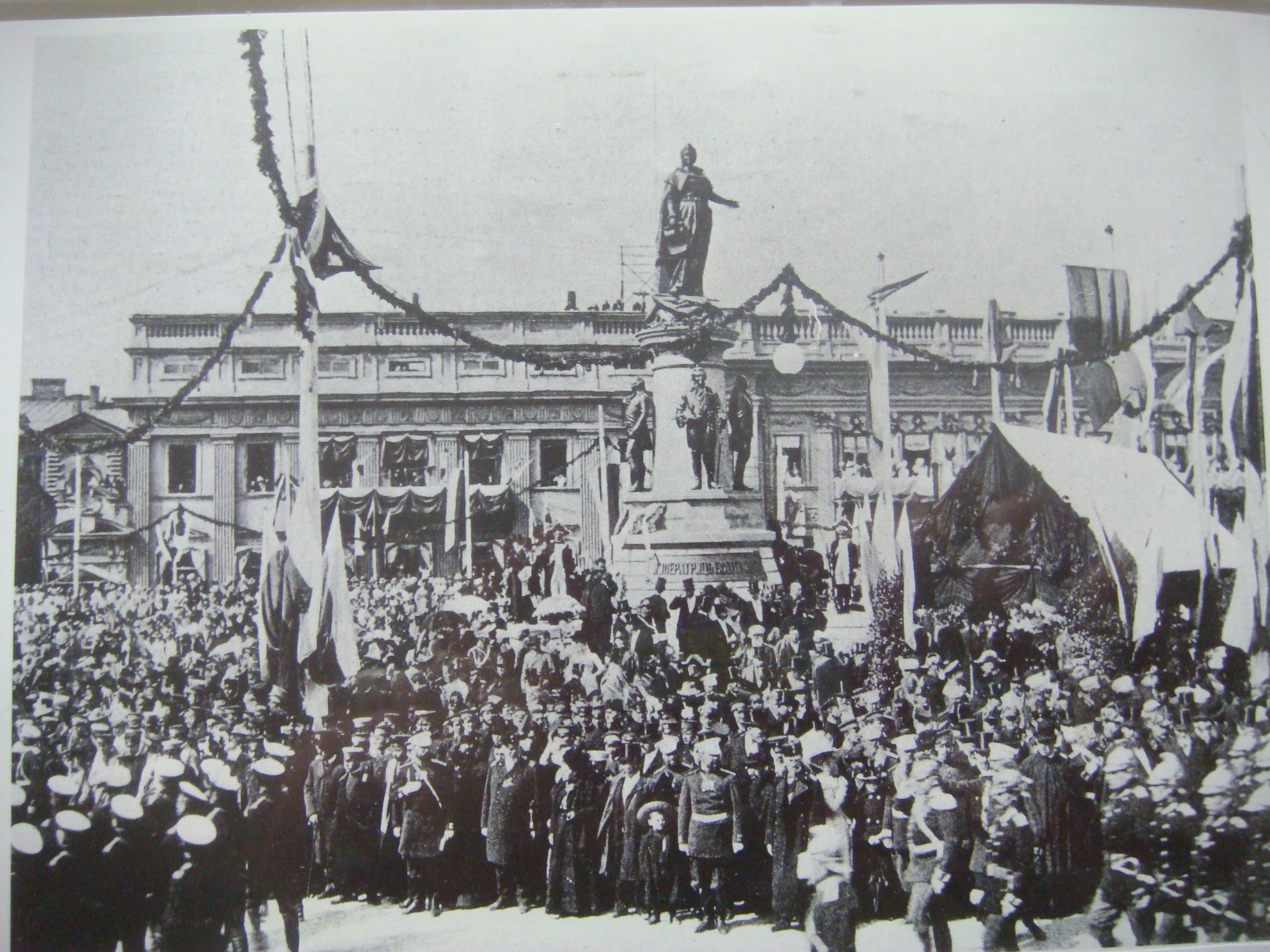
Inauguration en 1900 du monument.
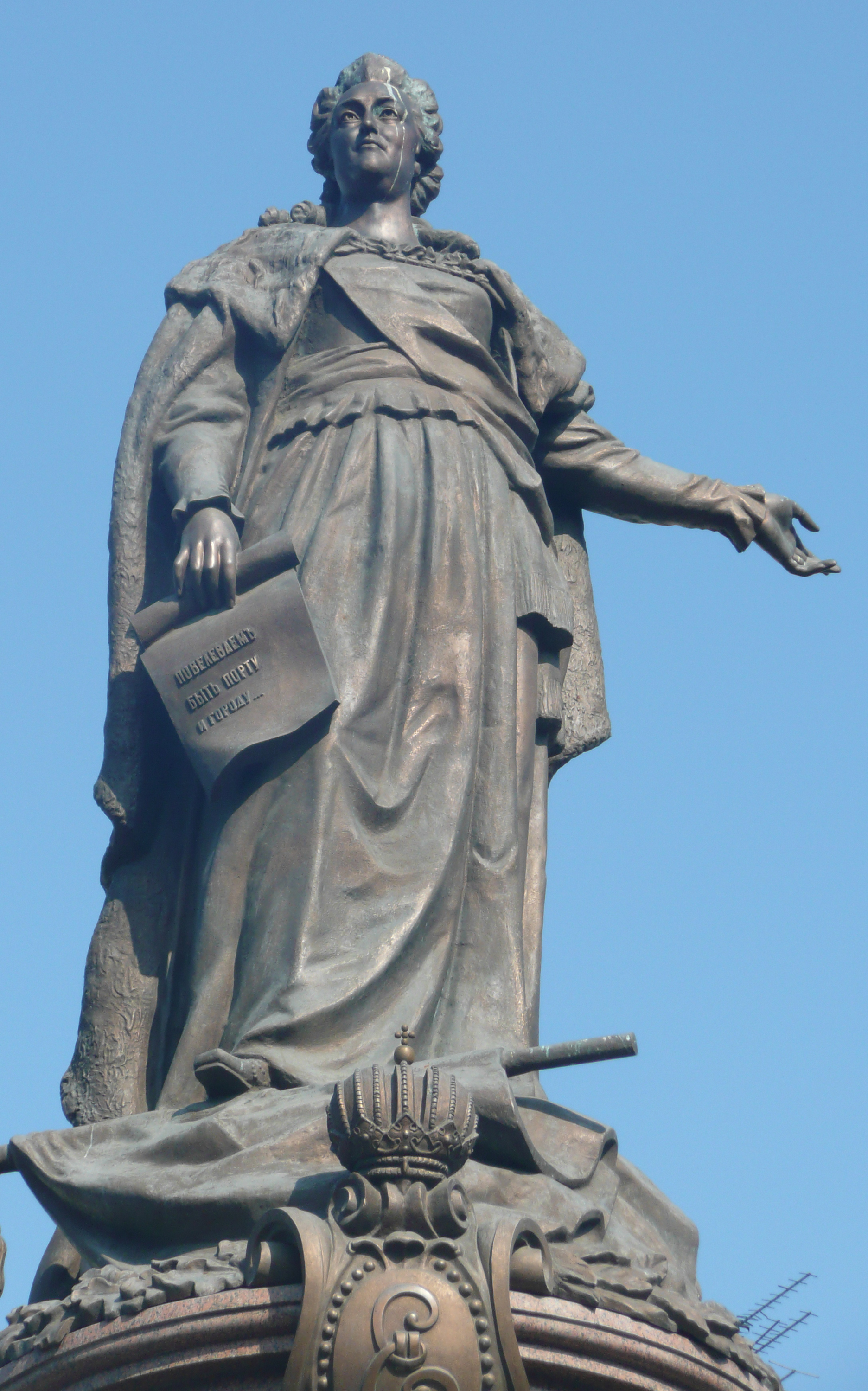
Statue de Catherine la Grande.
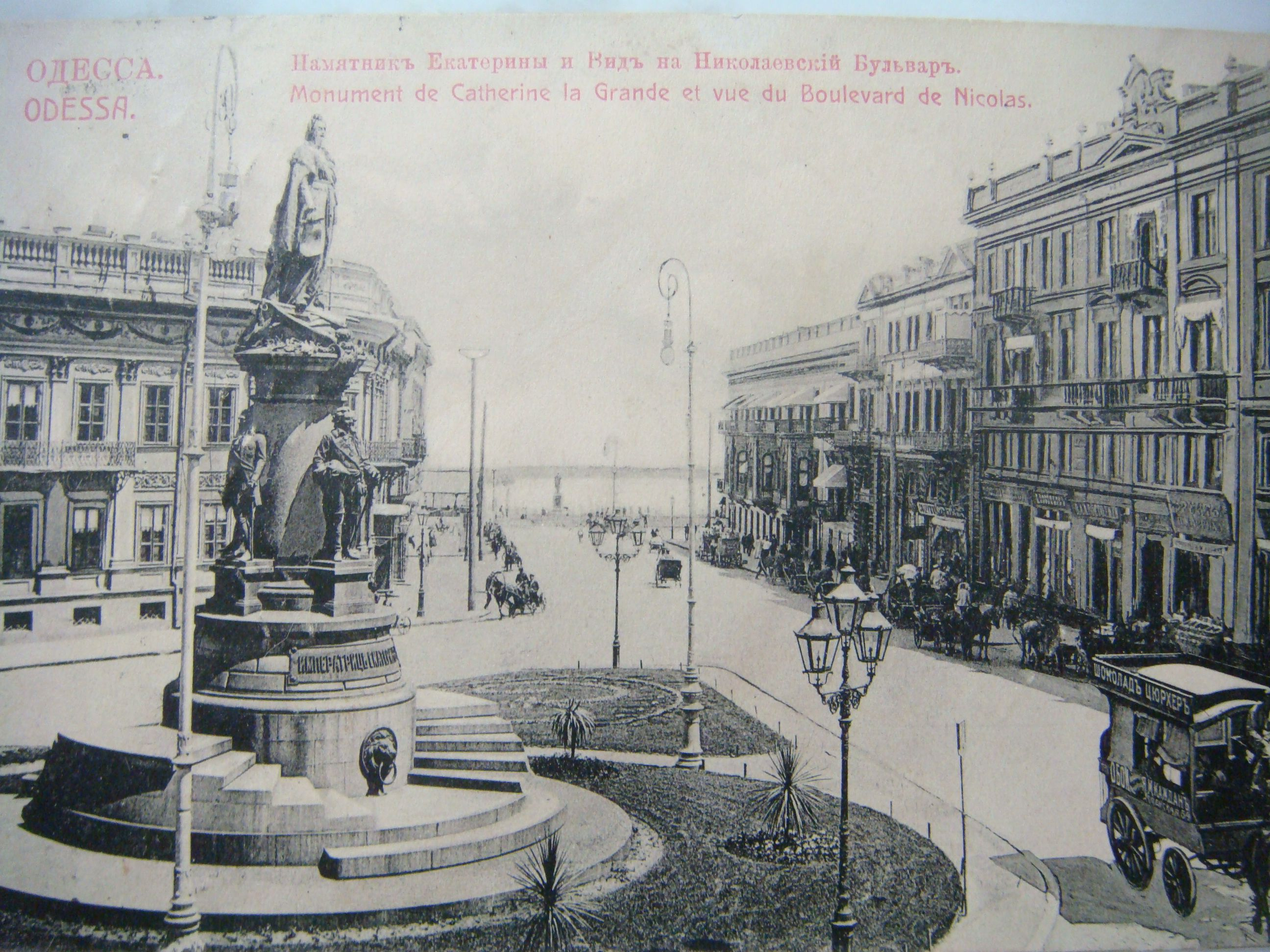
Carte postale du début du XXe siècle.
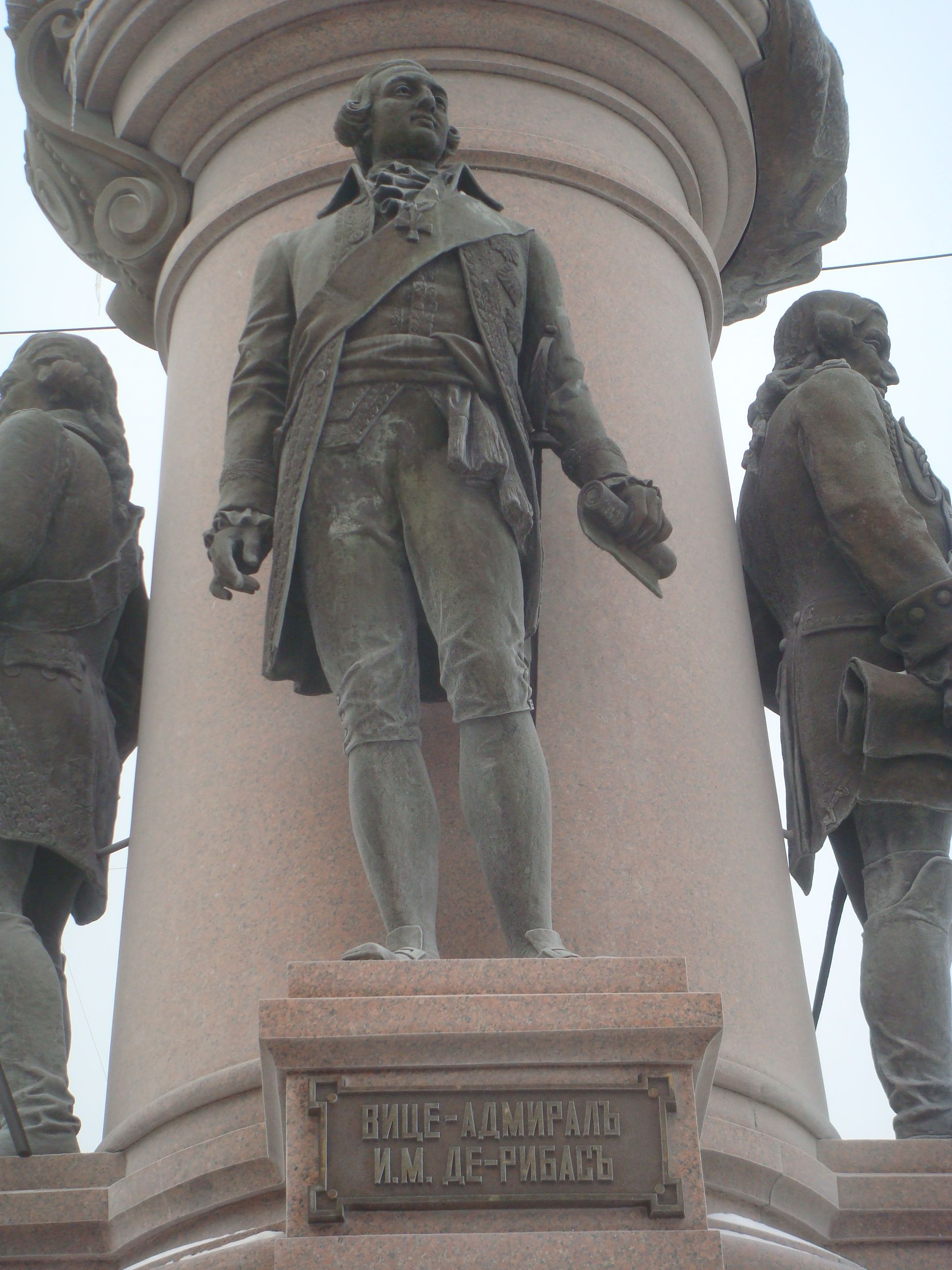
Détail du monument : le vice-amiral de Ribas.